# Anna Hollaender
Anna Hollaender, geb. Becky; auch Becky-Hollaender oder Becky-Holländer (* 5. Januar 1840 in Berlin; † Ende Mai 1917 in Berlin) war eine deutsche Konzertsängerin (Sopran) und Gesangslehrerin.

## Leben
Anna Becky wurde von 1854 bis 1858 durch Eduard Gustav Sabbath und Julius Stern in Gesang am Stern’schen Konservatorium in Berlin ausgebildet. Sie trat seit etwa 1858 öffentlich in zahlreichen Städten auf, u. a. in Dresden, Leipzig, Halle, Hamburg, Berlin oder Stettin, und war besonders für ihre Interpretation von Liedern und Oratorien bekannt. Ein Rezensent der Neuen Berliner Musikzeitung lobte ihre Stimme folgendermaßen: „Die Künstlerin ist im Besitz einer selbst in den höchsten Lagen mit müheloser Leichtigkeit und Freiheit anklingenden Sopranstimme von überaus weichem, zartem Klange. Durch eine tüchtige Schule gebildet, hat die Stimme noch als eigenthümliche Vorzüge eine vollendet reine Intonation und ein selten schönes, im leisesten Hauche klares Piano.“
Am 23. Juli 1865 heiratete sie den Musiker Alexis Hollaender und schränkte danach ihre Konzertreisen ein, trat aber weiterhin öffentlich auf, u. a. in den Konzerten ihres Mannes mit dessen Cäcilienverein. Anna Hollaender wirkte außerdem als Gesangslehrerin in Berlin. An der von ihrem Mann 1888 gegründeten „Akademischen Musikschule“ leitete sie die Gesangsklassen.